# Sint-Christoffelkapel (Opgrimbie)
De Sint-Christoffelkapel is een bouwwerk te Opgrimbie, gelegen aan de Kerkstraat.
Het is een overblijfsel van de oorspronkelijke 16de-eeuwse Sint-Christoffelkerk, die - op het koor na - afgebroken werd in het begin van de 20ste eeuw nadat in 1906 een nieuwe Sint-Christoffelkerk gebouwd werd.
Tot eind jaren 1960 werd het als kapel gebruikt.
Het betreft een laatgotisch, in mergelsteen opgetrokken, bouwwerk uit de 16e eeuw, waarvan de westgevel werd dichtgemetseld en bepleisterd.
Rond het gebouw staan nog acht grafstenen waarvan de oudste uit 1616 stamt.
Het overblijvende koor, de kerkhofmuur, het hekwerk en de grafstenen zijn beschermd als monument en is samen met de achterliggende pastorie een beschermd dorpsgezicht.

## Galerij

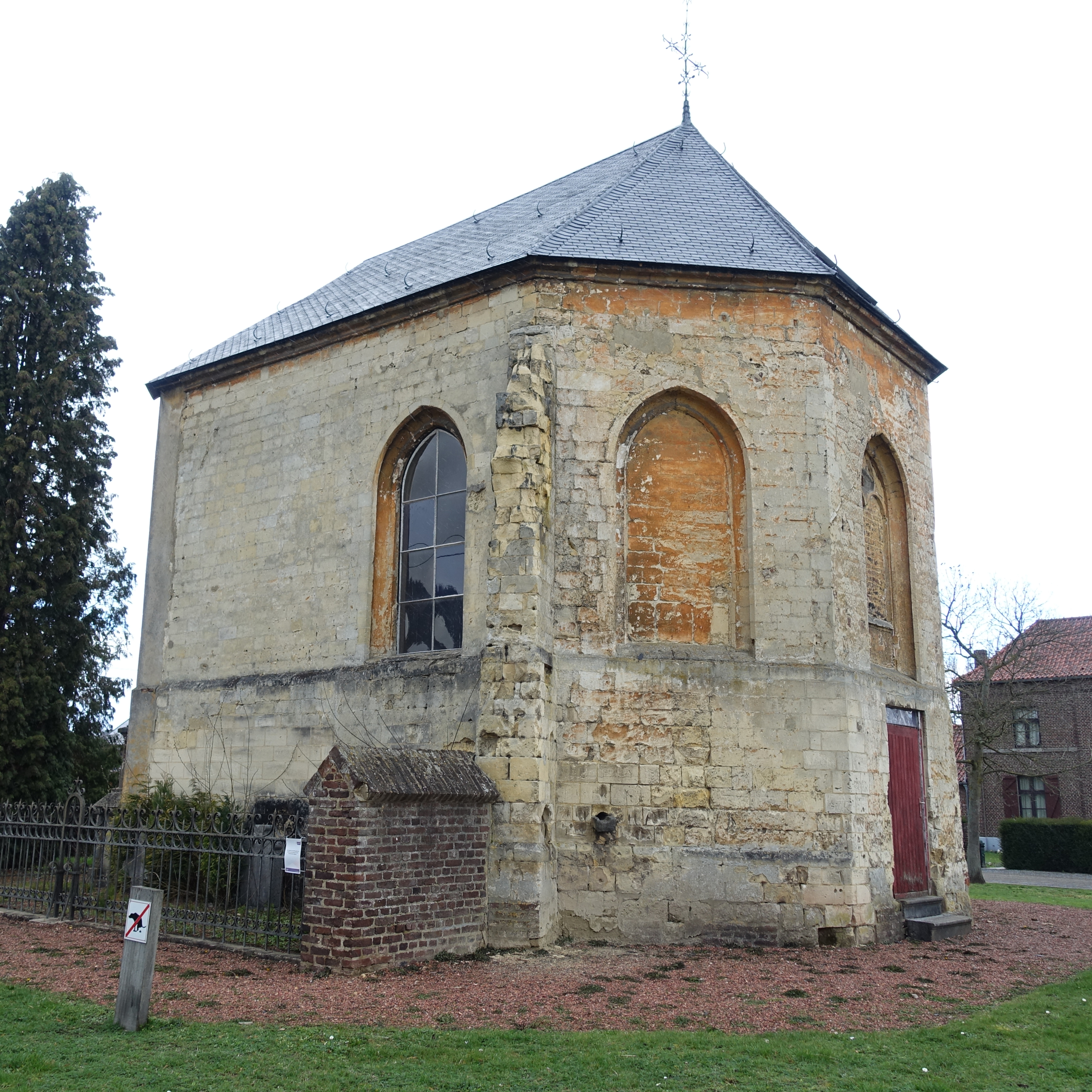
Overblijvend koor van vroegere kerk in Opgrimbie
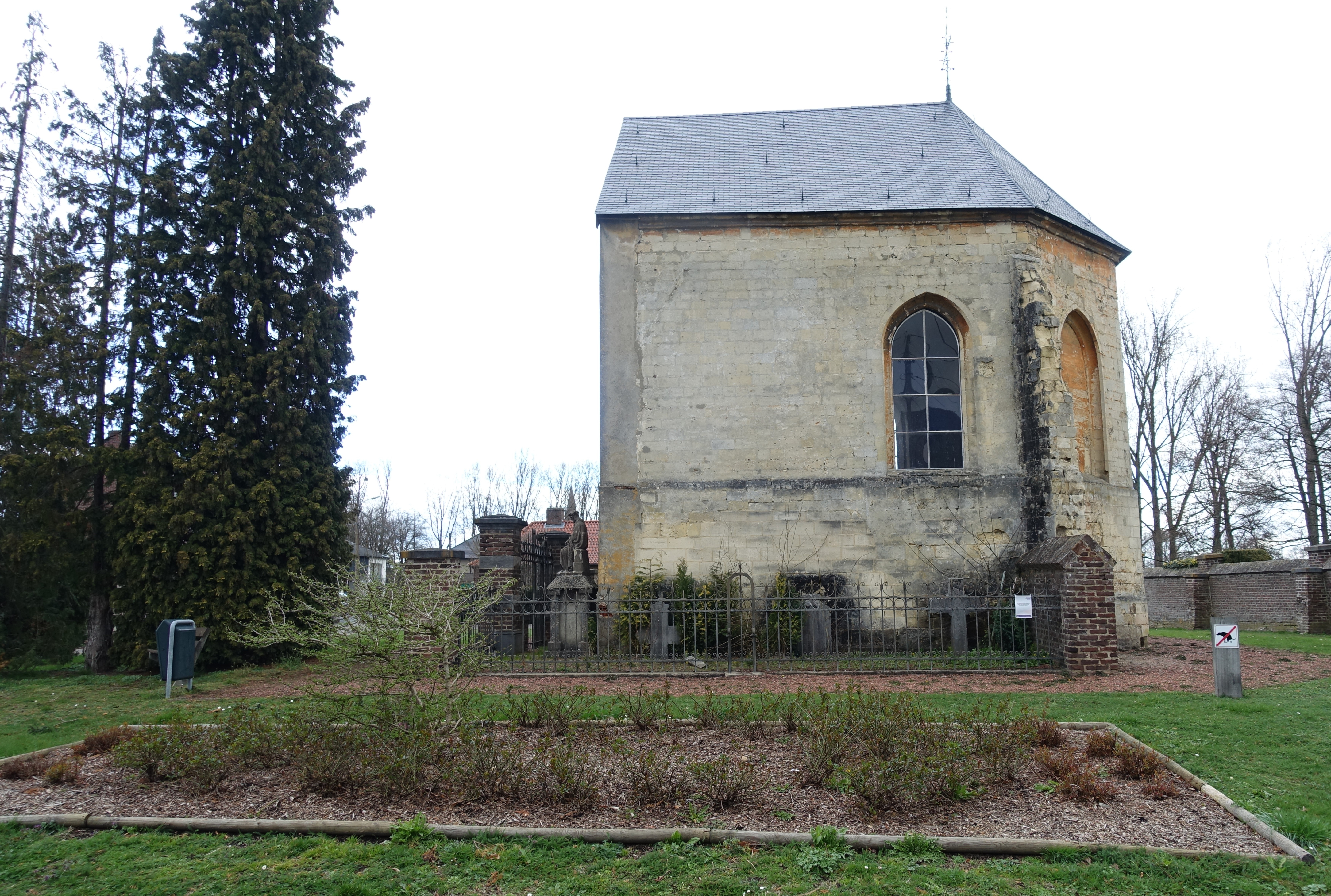